# Котов, Григорий Петрович
Григо́рий Петро́вич Ко́тов (21 октября 1902, Рязанская губерния или Хавертово, Михайловский район — 7 ноября 1944, Ниш) — советский военачальник, генерал-лейтенант (13.09.1944), в годы Великой Отечественной войны командовал 163-й стрелковой дивизией, 6-м гвардейским стрелковым корпусом, 44-й армией.

## Биография
Григорий Петрович Котов родился 21 октября 1902 года в селе Хавертово Рязанской области. Русский.
В Красной Армии с января 1919 года. Участник Гражданской войны в России. Воевал на Южном фронте (в том числе в 1920 году участвовал в боевых действиях в Крыму) красноармейцем, затем стал начальником пулемётной команды отряда ЧОН. Был ранен. Член РКП(б) с 1919 года. 
Окончил в 1921 году Московские пулемётные курсы, продолжил службу в армии: командир стрелкового взвода, помощник командира роты, командир пулеметной роты, командир стрелкового батальона, старший инструктор управления Вятского территориального округа. В 1927 годы окончил повторные курсы начсостава, а в 1936 году — Военную академию РККА имени М. В. Фрунзе.
Служил заместителем начальника штаба управления фронтовой группы и заместителем начальника штаба — начальником оперативного отдела Дальневосточного фронта. Участник боевых действий на реке Халхин-Гол в мае-сентябре 1939 года, за что в том же 1939 году был награждён орденом Красной Звезды.
В должности начальника штаба 8-й армии участвовал в советско-финской войне 1939—1940 гг. Награждён орденом Красного Знамени.
С марта 1941 года — преподаватель тактики Военной академии РККА имени М. В. Фрунзе.
С началом Великой Отечественной войны в той же должности. В августе 1941 года назначен командиром 163-й стрелковой дивизии. Дивизия в составе 34-й армии Северо-Западного фронта участвовала в оборонительных боях в районе г. Старая Русса. В январе 1942 года дивизия Г. П. Котова успешно наступала во взаимодействии с 1-м гвардейским стрелковым корпусом, значительно продвинулась на запад и нанесла противнику значительный урон в живой силе и боевой технике. Успешного командира дивизии сразу выдвинули на повышение.
Генерал-майор (30.05.1942).
С февраля 1942 года начальник штаба 51-й армии Крымского фронта. После гибели командующего армией генерал-лейтенанта В. Н. Львова от удара немецкой авиации 11 мая 1942 года во время катастрофы войск Крымского фронта, исполнял должность командующего армией до эвакуации её остатков из Крыма. С мая по сентябрь 1942 года — командующий 47-й армией. 7 сентября 1942 года снят с должности. В октябре 1942 года генерал-майор Котов назначен исполняющим обязанности командующего 44-й армией. Под его руководством войска армии вели упорные оборонительные бои на рубеже от устья р. Терек до г. Гудермеса, а затем нанесли контрудар и оттеснили противника в район севернее Моздока.
С января 1943 года — заместитель командующего 58-й армией Северо-Кавказского фронта, участник наступательного этапа битвы за Кавказ. С апреля 1943 года — заместитель командующего 46-й армией, которая тогда готовилась к Курской битве в составе Резервного фронта, а затем была передана на Юго-Западный фронт (с октября 1943 г. — 3-й Украинский фронт). В этой армии участвовал в Донбасской наступательной операции и в битве за Днепр (Днепропетровская операция).
В декабре 1943 года Г. П. Котов назначен командиром 6-го гвардейского стрелкового корпуса, которым командовал до последнего дня жизни. Корпус действовал в составе 46-й и 37-й армий 3-го Украинского фронта. В этой должности руководил войсками в Никопольско-Криворожской, Березнеговато-Снигирёвской, Одесской, Ясско-Кишинёвской наступательных операциях.
Особенно успешно корпус генерала Котова действовал в ходе Ясско-Кишиневский наступательной операции. В боях с 20 по 31 августа 1944 года корпус прошёл с боями через всю Молдавию и вышел к румынской границе, захватил 15 900 пленных и уничтожил более 14 тысяч солдат противника. В начале сентября 1944 года участвовал в Болгарской операции, где маршем прошёл через Болгарию, не встретив сопротивления. В начале ноября 1944 года корпус перебрасывался в Югославию, готовясь принять участие в её освобождении.
После этих побед 13 сентября 1944 года Г. П. Котову присвоено воинское звание «генерал-лейтенант».
7 ноября 1944 года в районе югославского города Ниш во время ошибочной атаки американской авиации на советскую автоколонну погиб.
Посмертно награждён орденом Отечественной войны 1-й степени.
Был похоронен на площади Октябрьской революции в Одессе, в 1960-х годах останки перезахоронены на Аллее Славы в Одессе.

## Награды
- 3 ордена Красного Знамени (19.05.1940, 01.04.1943, 3.11.1944)
- орден Суворова 2-й степени (1.11.1943)[7]
- орден Кутузова 2-й степени (13.09.1944)[8]
- орден Богдана Хмельницкого 2-й степени (19.03.1944)[9]
- орден Отечественной войны 1-й степени (28.04.1945, посмертно)[10]
- орден Красной Звезды (17.11.1939)
- медаль «За оборону Кавказа»
- Юбилейная медаль «XX лет Рабоче-Крестьянской Красной Армии» (22.02.1938)

## Источник
- Коллектив авторов. Великая Отечественная. Командармы. Военный биографический словарь / Под общей ред. М. Г. Вожакина. — М.; Жуковский: Кучково поле, 2005. — С. 109—110. — ISBN 5-86090-113-5.
- Коллектив авторов. Великая Отечественная: Комдивы. Военный биографический словарь. Командиры стрелковых, горнострелковых дивизий, крымских, полярных, петрозаводских дивизий, дивизий ребольского направления, истребительных дивизий. (Ибянский — Печененко). — М.: Кучково поле, 2015. — Т. 4. — С. 392-394. — 330 экз. — ISBN 978-5-9950-0602-2.